# خاطرات یک کلفت (فیلم ۱۹۶۴)
خاطرات یک کلفت (به فرانسوی: Le journal d'une femme de chambre) (به ایتالیایی: Il diario di una cameriera) فیلمی درام محصول سال ۱۹۶۴ است. این فیلم، یکی از چند فیلم فرانسوی است که کارگردان اسپانیایی‌الاصل لویس بونوئل کارگردانی کرده‌است، اما فاقد عناصر و تصورات سورئالیستی است و پیچیدگی‌های داستانی دیگر فیلم‌های او را ندارد. ژن مورو در این فیلم در نقش یک مستخدمه ظاهر می‌شود که در یک محیط فاسد، خشونت‌بار، پر از انحرافات و هوس‌های جنسی، از نیروی زنانگی خود برای کنترل اوضاع و پیشبرد مقاصد خود استفاده می‌کند. این فیلم اولین تجربه فیلم‌نامه‌نویسی مشترک بین بونوئل و ژان-کلود کریر بود که بعدها فیلم‌های زیبای روز، جذابیت پنهان بورژوازی و میل مبهم هوس بونوئل را تهیه کرد.

## داستان
زنی شیک و بسیار جذاب (ژن مورو در نقش سلستین) از پاریس به روستایی به نام chateau می‌رود تا مستخدمهٔ یک خانواده عجیب و غریب شود. فیلم در اواسط ۱۹۳۰ اتفاق می‌افتد و مردم به دو دسته افراطی راست و چپ تقسیم شده‌اند. مرد خانه، آقای Monteil زنی سردمزاج و میانسال دارد و بدون بچه است، پدر زن شخصی خوش‌مشرب است و چند خدمتکار هم دیگر کسانی هستند که اهل خانه را تشکیل می‌دهند؛ یکی از آن‌ها جوزف مهتر است که مردی خشن، ملی‌گرا، یهودستیز و خشمگین است. همسر (Françoise Lugagne) خانه را به صورت بسیار مرتب و تر و تمیز نگه می‌دارد، او دوست دارد شوهر حشری خود را از لحاظ جسمی ارضا نگه دارد، اما به علت «درد» لگن قادر به انجام این کار نیست. آقای Monteil خودش را با بازی‌های کوچک و دیدزدن زن‌ها سرگرم می‌کند و به نظر می‌رسد که مستخدمه قبلی در حالی که از او باردار بوده خانه را ترک کرده و به او مبلغی به عنوان «حق‌السکوت» داده‌اند.
پدر شوهر آقای Monteil خودش را رمان‌ها و کارت‌پستال‌های پرشوق و نشاط سرگرم می‌کند و قفسه‌ای پر از کفش‌ها و پوتین‌های زنانه دارد که دوست دارد آن‌ها را به پای مستخدمانش بپوشاند. همسایه بغلی (Daniel Ivernel) یک افسر ارتش بازنشسته، خشن تنومند است که زنی چاق (Gilberte Géniat) دارد. او دوست دارد آشغال‌ها و سنگ‌ها را آن طرف حصار به داخل خانه آقای Monteil بیندازد تا او را اذیت کند. سلستین خیلی زود خودش را در خانه‌ای می‌بیند که دیگر اشخاص به او تمایلات جنسی دارند و او از این فرصت‌ها و از جاذبه زنانگی خود، استفاده می‌کند تا به اهداف خود برسد.
یک روز شوهر پدر پیر آقای Monteil، به نام M. Rabour، در رخت‌خواب صورت مرده پیدا می‌شود، در حالی که پوتین‌هایی را بغل کرده که چند ساعت پیش سلستین آن‌ها را به پا کرده بود. سلستین روز بعد تصمیم می‌گیرد آن خانه را ترک کند و به پاریس برگردد؛ در حالی که از قبل رابطه‌ای مادرانه با دخربچه‌ای به سن لوغ نرسیده به نام کلر برقرار کرده‌است. پس از اینکه آن دختر در جنگلی در همان حوالی مورد تجاوز قرار گرفته و جسد او به صورت مثله‌شده پیدا می‌شود سلستین تصمیم می‌گیرد در خانه بماند تا بتواند از قاتل انتقام بگیرد. او خیلی زود مدارکی پیدا می‌کند که باعث مشکوک شدن او به ژوزف می‌شوند. او با هدف اینکه ماجرای قتل کلر را از زیر زبان ژوزف بیرون بکشد و از او اعتراف بگیرد، او را فریب داده و به او قول می‌دهد تا با او ازدواج کند و بعد با هم به شهر Cherbourg رفته و کافه‌ای را افتتاح کنند، اما ژوزف اعتراف نمی‌کند. او سپس نقشه می‌ریزد تا مدارکی جعل کند تا ژوزف را در جریان قتل کلر مقصد نشان دهد. ژوزف دستگیر می‌شود، اما بعداً به علت نبود شواهد کافی آزاد می‌شود، هرچند که مدارکی وجود دارد که نشان می‌دهند او به خاطر فعالیت‌های سیاسی ملی‌گرایانه خود آزاد شده‌است. سپس سلستین با همان همسایه بازنشسته ارتش ازدواج می‌کند و پس از ازدواج آنها، مرد را می‌بینیم که برای سلستین در رخت‌خواب صبحانه آماده کرده و از دستورهای سلستین اطاعت می‌کند. در صحنه آخر فیلم، جمعیتی دیده می‌شوند که در حال رژه رفتن در جلوی کافه ژوزف هستند که خودش هم با زن دیگری ازدواج کرده و شعارهای راست‌گرایانه سر می‌دهد.